# Lokatschi
Lokatschi (ukrainisch Локачі; russisch Локачи, polnisch Łokacze) ist eine ukrainische Siedlung städtischen Typs in der Oblast Wolyn. Sie war bis Juli 2020 die Hauptstadt des gleichnamigen Rajons Lokatschi und etwa 57 Kilometer westlich der Oblasthauptstadt Luzk am Fluss Luha-Swynoryjka gelegen.

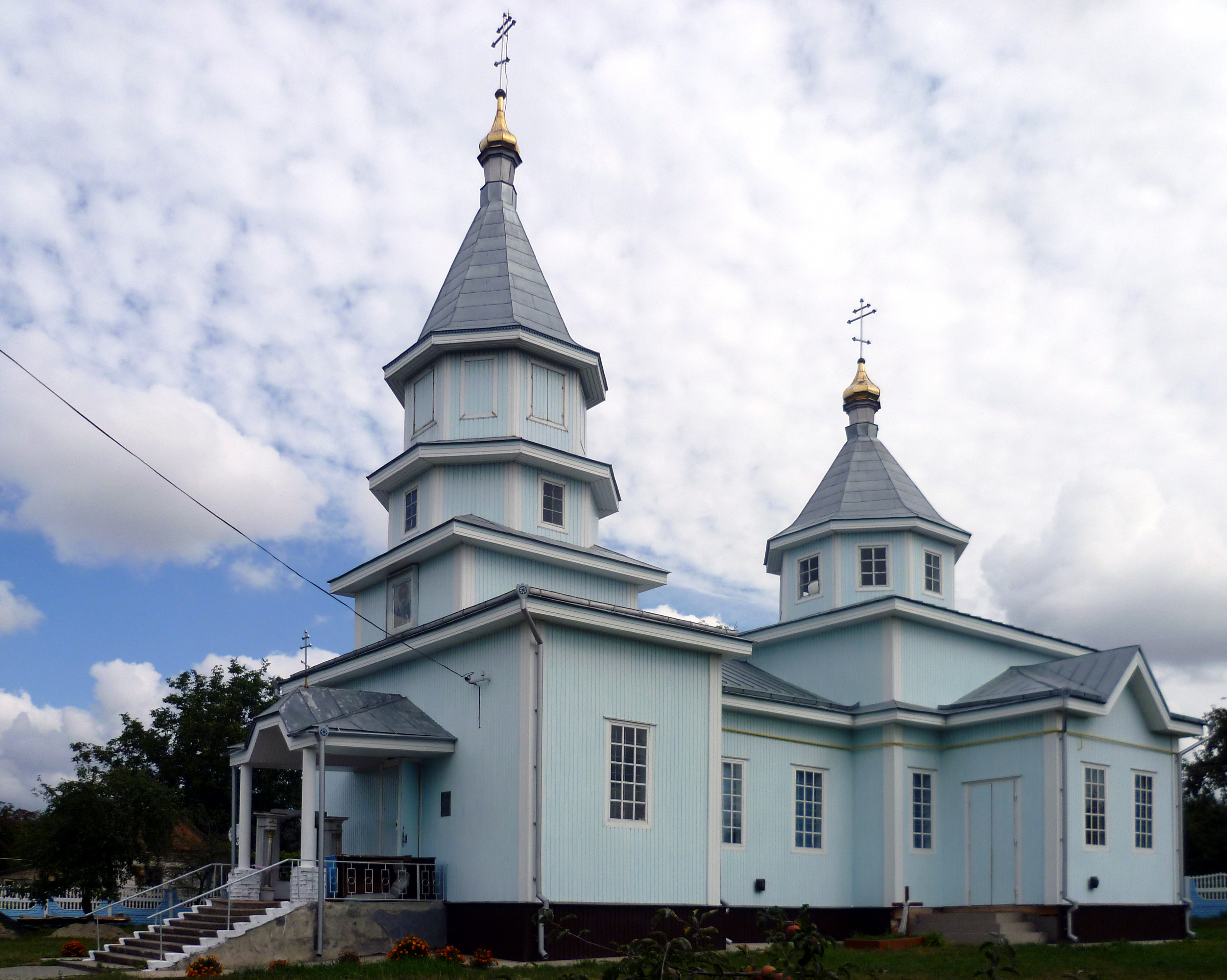
Kirche im Ort

## Geschichte
Die Siedlung wurde 1508 zum ersten Mal schriftlich erwähnt, gehörte zunächst zur Polnischen Adelsrepublik (in der Woiwodschaft Bełz) und kam nach der 3. Polnischen Teilung 1795 zum Russischen Reich, wo sie im Gouvernement Wolhynien lag. 1918/1921 fiel sie an Polen und kam zur Woiwodschaft Wolhynien im Powiat Horochów. Infolge des Hitler-Stalin-Pakts besetzte die Sowjetunion das Gebiet, nach dem deutschen Überfall auf die Sowjetunion 1941 war der Ort bis 1944 unter deutscher Herrschaft, wurde dann nach dem Zweiten Weltkrieg wieder von der Sowjetunion annektiert und gehört seit 1991 zur heutigen Ukraine. Seit 1940 hat der Ort den Status einer Siedlung städtischen Typs.

## Verwaltungsgliederung
Am 12. Juni 2020 wurde die Siedlung städtischen Typs zum Zentrum der neugegründeten Siedlungsgemeinde Lokatschi (Локачинська селищна громада Lokatschynska selyschtschna hromada). Zu dieser zählen auch die 27 in der untenstehenden Tabelle aufgelistetenen Dörfer, bis dahin bildete die Siedlung die gleichnamige Siedlungsratsgemeinde Lokatschi (Локачинська селищна рада/Lokatschynska selyschtschna rada) im Westen des Rajons Lokatschi.
Am 17. Juli 2020 wurde der Ort Teil des Rajons Wolodymyr.
Folgende Orte sind neben dem Hauptort Lokatschi Teil der Gemeinde:
| Name                     | Name            | Name                                  | Name             | Name |
| ukrainisch transkribiert | ukrainisch      | russisch                              | polnisch         |      |
| ------------------------ | --------------- | ------------------------------------- | ---------------- | ---- |
| Bermeschiw               | Бермешів        | Бермешев (Bermeschew)                 | Bermeszów        |      |
| Bilopil                  | Білопіль        | Белополь (Belopol)                    | Białopole        |      |
| Bubniw                   | Бубнів          | Бубнов (Bubnow)                       | Bubnów           |      |
| Choriw                   | Хорів           | Хорев (Chorew)                        | Chorów           |      |
| Dorohynytschi            | Дорогиничі      | Дорогиничи (Dorohinitschi)            | Dorohenicze      |      |
| Kolpytiw                 | Колпитів        | Колпытов (Kolpytow)                   | Kołpytów         |      |
| Konjuchy                 | Конюхи          | Конюхи (Konjuchi)                     | Koniuchy         |      |
| Korytnyzja               | Коритниця       | Корытница (Koritniza)                 | Korytnica        |      |
| Kosliw                   | Козлів          | Козлов (Koslow)                       | Kozłów           |      |
| Kremesch                 | Кремеш          | Кремеш                                | Kremiesz         |      |
| Kruchynytschi            | Крухиничі       | Крухиничи (Kruchinitschi)             | Kruchinicze      |      |
| Kuty                     | Кути            | Куты                                  | Kuty             |      |
| Lyniw                    | Линів           | Линев (Linew)                         | Liniów           |      |
| Markowytschi             | Марковичі       | Марковичи (Markowitschi)              | Markowicze       |      |
| Mischhirja               | Міжгір'я        | Межгорье (Meschgorje)                 | Szelwowska Wólka |      |
| Nowyj Sahoriw            | Новий Загорів   | Новый Загоров (Nowy Sagorow)          | Nowy Zahorów     |      |
| Nyski Zewelytschi        | Низькі Цевеличі | Низкие Цевеличи (Niskije Zewelitschi) | Niźki Cewełyczi  |      |
| Pjatykory                | П'ятикори       | Пятикоры (Pjatikory)                  | Piatyhorów       |      |
| Prywitne                 | Привітне        | Приветное (Priwetnoje)                | Świniuchy        |      |
| Rohowytschi              | Роговичі        | Роговичи (Rogowitschi)                | Rogowicze        |      |
| Sajatschyzi              | Заячиці         | Заячицы (Sajatschizy)                 | Zajęczyce        |      |
| Saluschne                | Залужне         | Залужное (Saluschnoje)                | Wojkowicze       |      |
| Samlytschi               | Замличі         | Замличи (Samlitschi)                  | Zamlicze         |      |
| Saschtschytiw            | Защитів         | Защитов (Saschtschitow)               | Zaszczytów       |      |
| Staryj Sahoriw           | Старий Загорів  | Старый Загоров (Stary Sagorow)        | Stary Zahorów    |      |
| Tworynytschi             | Твориничі       | Твориничи (Tworinitschi)              | Tworenicze       |      |
| Zewelytschi              | Цевеличі        | Цевеличи (Zewelitschi)                | Cewielicze       |      |